# Fritz Ullrich
Fritz Leopold Ullrich, född 29 mars 1860 i Göteborg, död 21 september 1917 i Stockholm, var en svensk arkitekt. Han var far till inredningsarkitekt Erik Ullrich.
Ullrich studerade vid Chalmerska slöjdskolan 1876–1881 och vid Kungliga Akademien för de fria konsterna 1883–1886. Han var verksam som underlärare vid Tekniska skolan i Stockholm från 1886 och drev, tillsammans med Eduard Hallquisth, den privata arkitektfirman Ullrich & Hallquisth i Stockholm från 1889.